# NHL Expansion Draft 1991
L'NHL Expansion Draft 1991 si è tenuto il 30 maggio 1991 in teleconferenza. Il draft ebbe luogo per permettere di completare il roster della nuova franchigia iscritta in NHL a partire dalla stagione 1991-92: gli San Jose Sharks. In primo luogo si svolse un "dispersal draft" grazie al quale i San Jose Sharks poterono scegliere fra i giocatori dei Minnesota North Stars, mentre nell'expansion draft sia i North Stars che Sharks selezionarono alcuni giocatori dalle altri 20 franchigie della NHL.

## Entry Draft
L'NHL Entry Draft 1991, il 29º draft della National Hockey League, si svolse il 22 giugno 1991 presso il Memorial Auditorium di Buffalo. I Quebec Nordiques selezionarono il centro Eric Lindros dagli Oshawa Generals, i San Jose Sharks invece come seconda scelta puntarono sull'ala destra Pat Falloon, proveniente dagli Spokane Chiefs, mentre i New Jersey Devils scelsero in terza posizione il difensore Scott Niedermayer dei Kamloops Blazers.

## Retroscena
Sebbene gli San Jose Sharks fossero stati fondati nel 1991, la loro storia risale agli anni 1970, quando i fratelli George e Gordon Gund erano azionisti di minoranza dei California Golden Seals, la franchigia NHL rappresentante della San Francisco Bay Area. I Seals ebbero numerosi problemi a causa dello scarso pubblico, e i Gund spinsero per il trasferimento della squadra a Cleveland nel 1976, dove assunsero il nome di Cleveland Barons. Tuttavia i problemi continuarono e dopo due stagioni i Gunds acquisirono i Minnesota North Stars, altra squadra in difficoltà, con l'intenzione di fonderla con i Barons.
Nel 1990, in seguito a un calo costante degli spettatori, i Gund chiesero alla NHL il permesso di trasferire i North Stars nella Bay Area. Tuttavia La lega, che sperava di mantenere una formazione in Minnesota, rifiutò la loro proposta. Come compromesso la NHL concesse ai Gund la possibilità di creare una nuova franchigia nella Bay Area, ovvero gli San Jose Sharks. I Gund in seguito avrebbero proceduto alla cessione degli North Stars. Una delle condizioni per la creazione della nuova squadra era che gli Sharks avrebbero dovuto prima attingere alla rosa dell'organizzazione dei North Stars. Dopo quel draft il roster dei North Stars sarebbe stato colmato da nuove acquisizioni nell'expansion draft. Nel 1993 i North Stars furono venduti e trasferiti a Dallas dove assunsero il nome di Dallas Stars.

## Regole
- Dispersal Draft: prima del draft i North Stars esentarono dalla selezione 14 giocatori di movimento e 2 portieri con almeno 50 gare disputate in NHL al termine della stagione 1989-90. Gli Sharks, esclusi anche i giocatori selezionati dai North Stars nel draft del 1990, presero dal roster dei North Stars 14 giocatori di movimento e 2 portieri. Altre tre scelte da parte degli Shark potevano essere giocatori selezionati ma non messi sotto contratto dai North Stars, mentre altre tre giocatori messi sotto contratto fra il 2 maggio e il 15 giugno 1990. Il Dispersal Draft si concluse al raggiungimento di quota 30 giocatori nella rosa degli Sharks.
- Expansion Draft: le altre 20 franchigie della NHL poterono proteggere 2 portieri e 16 giocatori di movimento. Gli Sharks e i North Stars poterono selezionare dieci giocatori ciascuno fra gli atleti non protetti, uno per ogni franchigia.

## Dispersal Draft
| Scelta # | Giocatore      | Posizione    | Squadra precedente    |
| -------- | -------------- | ------------ | --------------------- |
| 1        | Shane Churla   | Ala destra   | Minnesota North Stars |
| 2        | Brian Hayward  | Portiere     | Minnesota North Stars |
| 3        | Neil Wilkinson | Difensore    | Minnesota North Stars |
| 4        | Rob Zettler    | Difensore    | Minnesota North Stars |
| 5        | Ed Courtenay   | Ala destra   | Kalamazoo Wings       |
| 6        | Kevin Evans    | Ala sinistra | Kalamazoo Wings       |
| 7        | Link Gaetz     | Difensore    | Kalamazoo Wings       |
| 8        | Dan Keczmer    | Difensore    | Kalamazoo Wings       |
| 9        | Dean Kolstad   | Difensore    | Kalamazoo Wings       |
| 10       | Peter Lappin   | Ala sinistra | Kalamazoo Wings       |
| 11       | Pat MacLeod    | Difensore    | Kalamazoo Wings       |
| 12       | Mike McHugh    | Ala sinistra | Kalamazoo Wings       |
| 13       | Jarmo Myllys   | Portiere     | Kalamazoo Wings       |
| 14       | J. F. Quintin  | Ala sinistra | Kalamazoo Wings       |
| 15       | Scott Cashman  | Portiere     | Boston U. Terriers    |
| 16       | Murray Garbutt | Centro       | Spokane Chiefs        |
| 17       | Rob Gaudreau   | Ala destra   | Providence Friars     |
| 18       | Artūrs Irbe    | Portiere     | Pardaugava Riga       |
| 19       | Shaun Kane     | Difensore    | Providence Friars     |
| 20       | Larry Olimb    | Centro       | Minnesota Gophers     |
| 21       | Tom Pederson   | Difensore    | Minnesota Gophers     |
| 22       | Bryan Schoen   | Portiere     | Denver Pioneers       |
| 23       | John Weisbrod  | Centro       | Harvard Crimson       |
| 24       | Doug Zmolek    | Difensore    | Minnesota Gophers     |

## Expansion Draft

### San Jose Sharks
| Scelta # | Giocatore            | Posizione    | Selezionato dai     |
| -------- | -------------------- | ------------ | ------------------- |
| 1        | Jeff Hackett         | Portiere     | New York Islanders  |
| 3        | Jayson More          | Difensore    | Montreal Canadiens  |
| 5        | Rick Lessard         | Difensore    | Calgary Flames      |
| 7        | Bob McGill           | Difensore    | Chicago Blackhawks  |
| 9        | Tim Kerr             | Ala destra   | Philadelphia Flyers |
| 11       | Jeff Madill          | Ala destra   | New Jersey Devils   |
| 13       | David Bruce          | Ala sinistra | St. Louis Blues     |
| 15       | Greg Paslawski       | Ala destra   | Buffalo Sabres      |
| 17       | Bengt-Åke Gustafsson | Centro       | Detroit Red Wings   |
| 19       | Craig Coxe           | Centro       | Vancouver Canucks   |

### Minnesota North Stars
| Scelta # | Giocatore      | Posizione  | Selezionato dai     |
| -------- | -------------- | ---------- | ------------------- |
| 2        | Rob Ramage     | Difensore  | Toronto Maple Leafs |
| 4        | Dave Babych    | Difensore  | Hartford Whalers    |
| 6        | Allen Pedersen | Difensore  | Boston Bruins       |
| 8        | Charlie Huddy  | Difensore  | Edmonton Oilers     |
| 10       | Kelly Kisio    | Centro     | New York Rangers    |
| 12       | Randy Gilhen   | Centro     | Pittsburgh Penguins |
| 14       | Rob Murray     | Centro     | Washington Capitals |
| 16       | Tyler Larter   | Centro     | Winnipeg Jets       |
| 18       | Jim Thomson    | Ala destra | Los Angeles Kings   |
| 20       | Guy Lafleur    | Ala destra | Quebec Nordiques    |